# Tomas Löfström
Tomas Löfström, född 23 april 1948 i Lund, död 13 februari 2016, var en svensk reseskildrare, författare och kulturjournalist.

## Biografi
Löfström började omkring 1970 att med utgångspunkt i studentrevolt och reseerfarenheter publicera reportage, kulturartiklar, poesi i Tidsignal, Arbetaren, Vår Lösen m.fl. Han debuterade med romanen Liftare 1971. Från 1987 var han krönikör och reseskildrare i resemagasinet Vagabond i omgångar. Han var 1977–1980 redaktör för tidskriften Studiekamraten och har även ingått i redaktionen för riksradions Obs/Kulturkvarten.

### Familj
Tomas Löfström utgjorde en tredje länk i en Österlensk författarkedja med både far och farfar som Österlenskildrare. Hans farfar, folkskolläraren och författaren Frans Löfström fick en väg uppkallad efter sig på Baskemölla och hans ”Här Ostpå” står i var mans hem. Fadern Inge Löfström, präst och författare, har skildrat livet i det österlenska kustsamhället i flera litterära verk.